# Marguerite de Bourgogne (v. 1290-1315)
Pour les articles homonymes, voir Marguerite de Bourgogne.
Marguerite de Bourgogne (v. 1290 – Château-Gaillard, 30 avril 1315) est reine de Navarre et de France par son mariage avec le roi Louis X le Hutin.

## Biographie

### Famille et mariage
Marguerite de Bourgogne est la seconde fille de Robert II, duc de Bourgogne, et d'Agnès de France, et donc, par sa mère, petite-fille de Louis IX, dit saint Louis. Elle est la sœur, notamment, des ducs Hugues V et Eudes IV, ainsi que de Jeanne, reine de France en 1328 par son mariage avec le futur roi Philippe VI de Valois.
Le mariage par contrat de Marguerite avec Louis, fils aîné du roi de France Philippe IV le Bel et de la reine de Navarre Jeanne Ire, est négocié successivement à l'abbaye de Longchamp le 28 février 1300, puis à Vincennes le 28 mars 1301. Le 23 septembre 1305, à Corbeil, Marguerite épouse formellement Louis, devenu roi de Navarre le 2 avril précédent sous le nom de Louis Ier. C'est donc comme reine de Navarre qu'elle assiste en janvier 1308 à Boulogne-sur-Mer au mariage de sa belle-sœur, Isabelle de France avec Édouard II d'Angleterre.
De son mariage avec Louis le Hutin est issue une fille, Jeanne, écartée de la succession au trône de France, qui ne recouvre qu'une partie de ses droits sur la Navarre en 1328, par un arrangement entre son mari Philippe d'Évreux et le roi de France Philippe VI de Valois.

### Adultère et incarcération
Au mois d'avril 1314, Philippe IV le Bel fait arrêter ses trois brus, Marguerite, Jeanne et Blanche de Bourgogne. Elles sont accusées d'adultère avec deux jeunes écuyers, Philippe et Gauthier d'Aunay. Ce scandale est aujourd'hui connu sous le nom d'affaire de la tour de Nesle.
Sous la torture, les deux écuyers auraient avoué leurs relations avec les princesses. Marguerite et Blanche sont finalement convaincues d'adultère. Jeanne de Bourgogne est reconnue complice, mais est innocentée de l'accusation d'adultère. À Pontoise, Philippe et Gauthier d'Aunay sont suppliciés le Vendredi saint, 5 avril 1314, sur la place du Grand Martroy. Ils meurent roués, écorchés vifs, châtrés et décapités, après quoi leurs dépouilles sont suspendues à un gibet. Marguerite, enfermée dans la forteresse de Château-Gaillard avec sa belle-sœur Blanche, y est tenue au secret.

### Mort
Marguerite devient reine de France à la mort de son beau-père Philippe IV le Bel, survenue le 29 novembre 1314. Elle reste cependant enfermée dans la forteresse de Château-Gaillard, son époux, le roi Louis X, ne levant pas la sanction prise à son encontre pour adultère.
Marguerite de Bourgogne meurt à Château-Gaillard le 30 avril 1315. Seule une chronique contemporaine, la Chronique métrique, donne quelques détails : Marguerite aurait été enfermée dans une partie élevée du château (contrairement à Blanche, internée dans une partie basse). Selon cette chronique, elle y serait morte de maladie, sans autre précision, peut-être à cause des mauvaises conditions de détention ou du froid.
Le moment et les circonstances de sa mort ont suscité bien des spéculations. 
En effet, malgré cet adultère, il était difficile pour Louis X d'obtenir l'annulation de son mariage car celui-ci avait déjà donné un enfant. En outre, le trône papal était vacant depuis la mort de Clément V, survenue le 20 avril 1314. 
Quoi qu'il en fut, la mort de Marguerite intervint opportunément pour Louis X.
Marguerite est inhumée dans l'église du couvent de Cordeliers Saint-Éloi à Vernon (anciennement église des Frères Mineurs).
Alors qu'il était encore engagé dans les liens du mariage avec Marguerite, Louis X a choisi pour nouvelle épouse Clémence de Hongrie, qui débarque en Provence au début d'août 1315 et épouse le roi à Troyes le 19 du même mois.
De nombreux historiens se sont penchés par la suite sur la vie et la mort de Marguerite de Bourgogne et ont apporté des précisions nouvelles, non confirmées par les écrits contemporains. Giovanni Villani écrit au XIVe siècle dans sa Nuova Cronica qu'elle périt étouffée avec une serviette. François de Belleforest, en 1579, écrit qu'elle fut emmurée. Henri Martin, en 1836, écrit qu'elle fut étouffée entre deux matelas. De nombreuses théories existent actuellement. Selon Christian Bouyer, « elle meurt [...], peut-être assassinée, plus sûrement des suites du traitement qu'on lui a fait subir », alors que Michel Mourre dans son Dictionnaire d'histoire, soutient que Louis X « la fit étrangler l'année suivante », thèse reprise par Maurice Druon dans son œuvre transposée à la télévision Les Rois maudits.

## Postérité

### Fiction

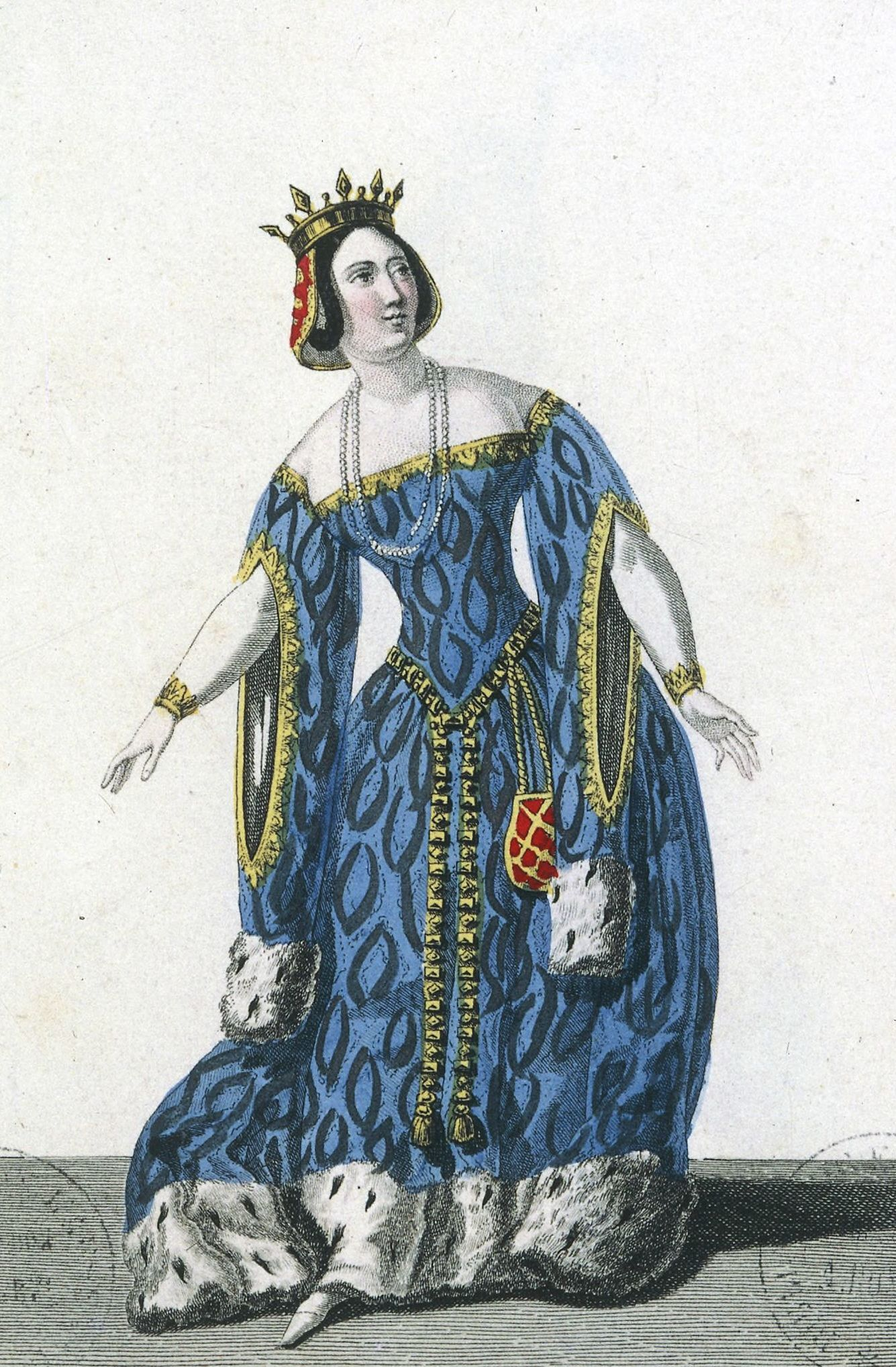
Mademoiselle George interprétant le rôle de Marguerite de Bourgogne, dans la pièce de théâtre La Tour de Nesle de Dumas Et Gaillardet (1832).

- L'histoire de Marguerite de Bourgogne sert de toile de fond à La Tour de Nesle, pièce de théâtre de Frédéric Gaillardet et Alexandre Dumas (1832) et à deux romans de Michel Zévaco, Buridan, le héros de la tour de Nesle (1913), adapté au cinéma en 1923, et La Reine sanglante, Marguerite de Bourgogne (1914). La pièce de Gaillardet et Dumas a été adaptée plusieurs fois au cinéma, notamment dans La Tour de Nesle, réalisé en 1955 par Abel Gance, avec Silvana Pampanini dans le rôle de Marguerite.
- Marguerite de Bourgogne fait l'objet d'un roman éponyme de 1700 pages, par Henri Demesse en 1897.
- Marguerite de Bourgogne est un personnage des deux premiers tomes (Le Roi de fer et La Reine étranglée) du roman de Maurice Druon Les Rois maudits et des deux premiers épisodes des adaptations télévisées de 1972 et 2005 où son rôle est interprété, respectivement, par Muriel Baptiste et Hélène Fillières. Maurice Druon résout la question de sa mort en la faisant étrangler (d'où le titre du second tome) par un sbire de Robert d'Artois.
- Dernière scène de la mort de Marguerite de Bourgogne, nouvelle de Gustave Flaubert.

- son personnage apparaît dans la saison 2 de la série Knightfall, sortie en 2019.

De ces romans il ressort que l'adultère des cousines de Bourgogne aurait été dénoncé par Isabelle de France, reine consort d'Angleterre, qui aurait vu à la ceinture des frères d'Aunay des aumônières qu'elle avait auparavant offertes à ses belles-sœurs.
C'est Alexandre Dumas qui, le premier, indique que Marguerite de Bourgogne attirait ses futurs amants dans la tour de Nesle, au bas de laquelle on retrouvait le matin des corps de jeunes hommes. Mais la légende de la tour de Nesle est plus ancienne puisque déjà en 1460, François Villon se fait écho de « Buridan, jeté dans un sac dans la Seine », sans pour autant faire le lien avec Marguerite de Bourgogne. Là encore, aucun de ces éléments ne repose sur des écrits d'époque.

### Peinture
Le scandale de la Tour de Nesle, et, surtout, la pièce de théâtre La Tour de Nesle de Gaillardet et Dumas, inspirent au XIXe siècle quelques peintres d'histoires. Un an après les débuts de la pièce, Joseph-Désiré Court présente au Salon de 1833 Marguerite de Bourgogne, reine de France, ordonnant l'arrestation du ministre Marigny. Dans ce tableau, la reine est représentée seule, à une croisée.
En 1840, Charles-Alexandre Debacq expose au Salon La Tour de Nesle. Des pêcheurs trouvent un cadavre au pied de cette tour.
En 1842, le peintre exploite le même sujet en présentant Marguerite de Bourgogne et Blanche, sa sœur, convaincues d'adultère, sont conduites au Château-Gaillard, forteresse de Normandie.
En 1845, Frédéric Peyson expose au Salon Marguerite de Bourgogne écoutant Buridan (ou Marguerite de Bourgogne et Buridan dans la prison de la Tour de Nesle), dont il fera don l'année suivante au musée Fabre. Le même musée conserve aussi de Peyson une Marguerite de Bourgogne assise, non datée.

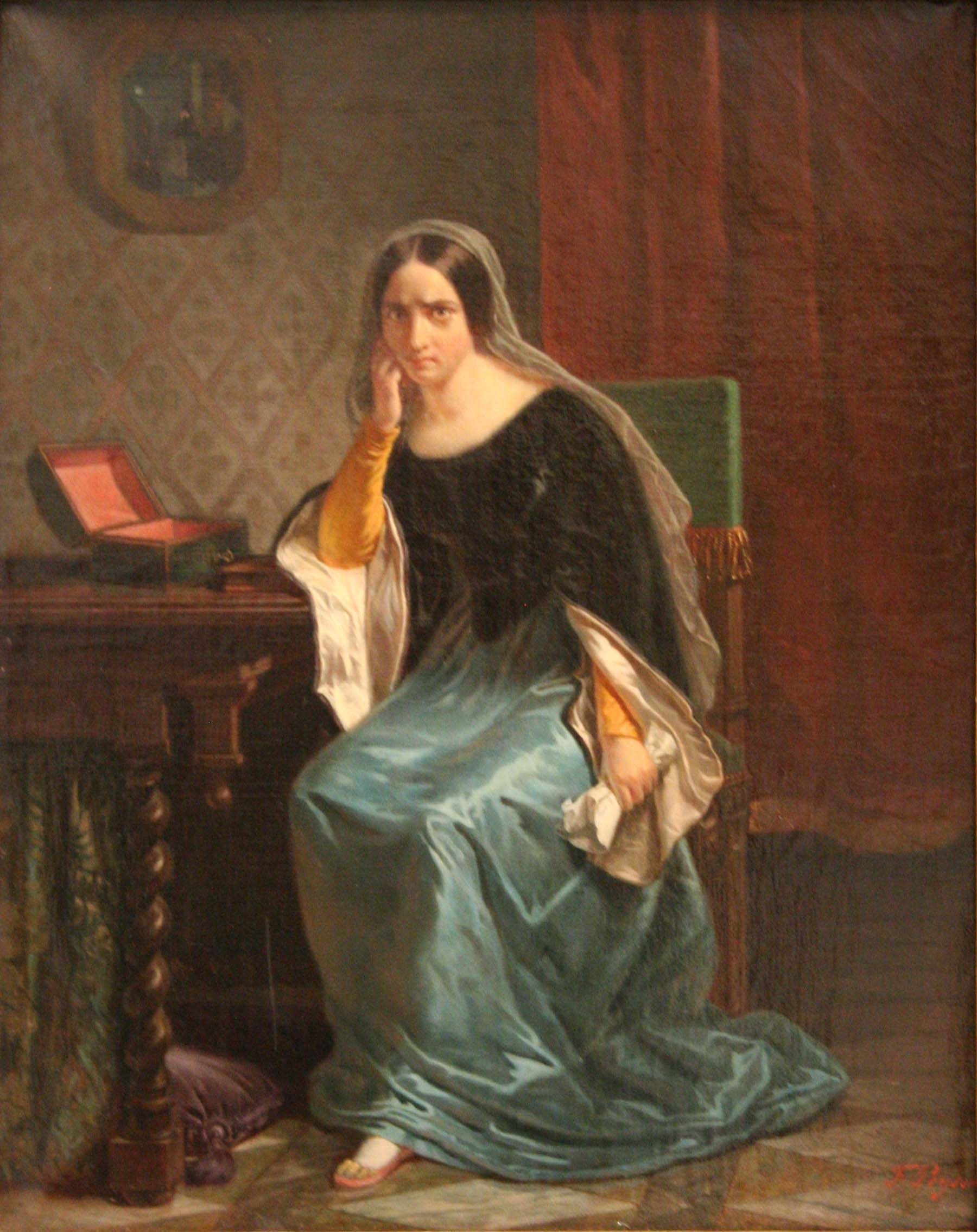
Frédéric Peyson, Marguerite de Bourgogne assise, vers 1844.
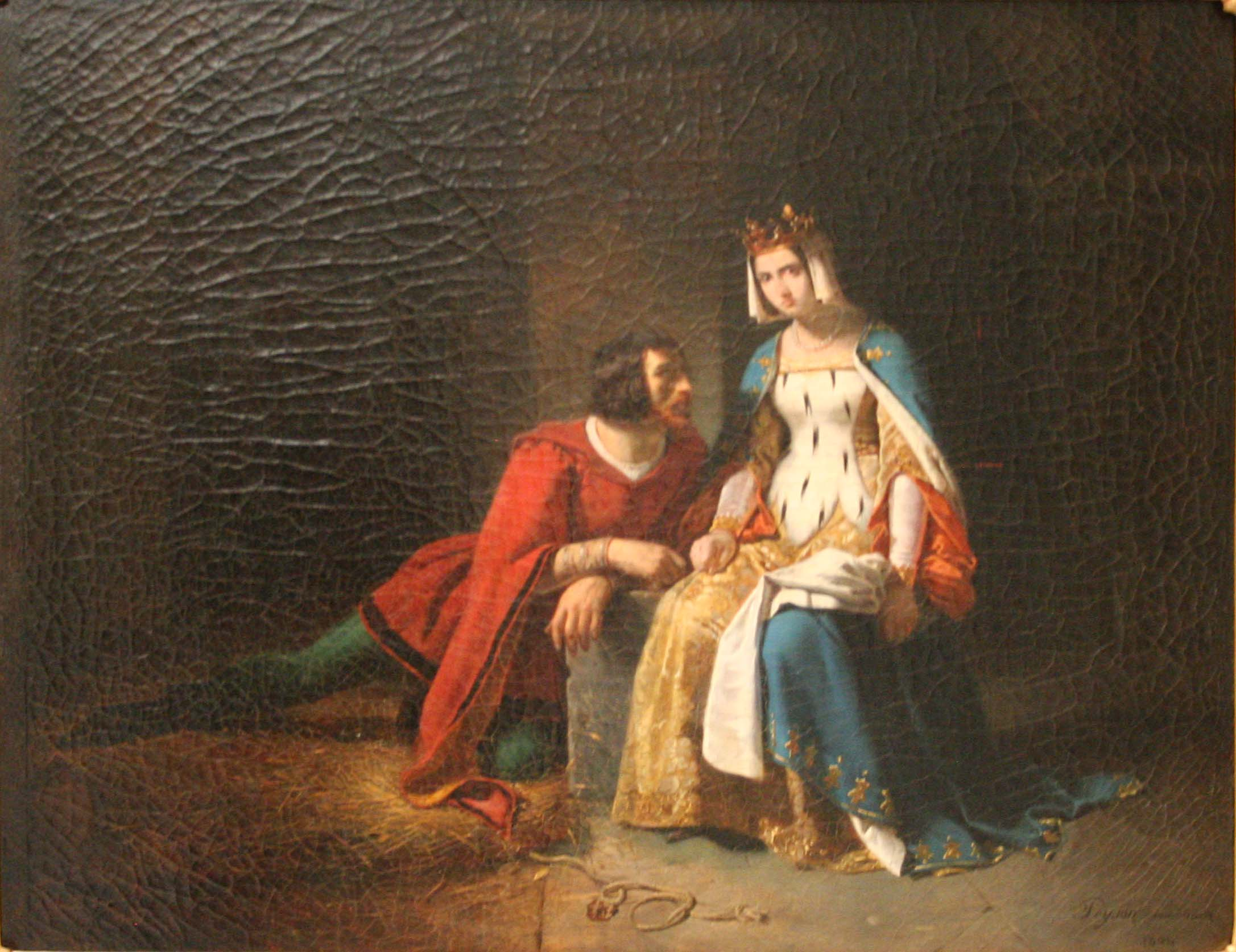
Frédéric Peyson, Marguerite de Bourgogne écoutant Buridan, 1844.

### Chanson
Dans le troisième couplet de la chanson Ah ! Si vous connaissiez ma poule (publiée en 1938, paroles d'Albert Willemetz et René Toché, sur une musique de Charles Borel-Clerc), Maurice Chevalier compare le tempérament sexuel débordant de sa « poule » à celui de Marguerite de Bourgogne :
« Marguerite de Bourgogne, auprès d'elle,
N'avait que nib comme tempérament.
Il faut l'entendre quand elle appelle
Son petit Momo au grand moment.
Son corps frissonne d'une façon telle
Que la maison tremble également.
Et ça vous explique
Les secousses sismiques

Dont les journaux parlaient récemment. »